# Axonometrie

Arc reprezentat în perspectivă cavalieră, una dintre cele mai simple forme de axonometrie

Axonometria este un procedeu grafic aparținând geometriei descriptive care generează o imagine plană a unui obiect tridimensional. Termenul „axonometrie” înseamnă „a măsura de-a lungul axelor” și indică faptul că dimensiunile și scalarea axelor de coordonate joacă un rol esențial. Rezultatul unei proceduri axonometrice este o proiecție paralelă a obiectului pe planul axonometric, cu o scară uniformă. În general, proiecția paralelă rezultată este oblică (liniile de proiecție nu sunt perpendiculare pe planul imaginii); dar în cazuri speciale rezultatul este o proiecție ortogonală (razele sunt perpendiculare pe planul imaginii), care în acest context se numește axonometrie ortogonală, axonometrie care în literatura în limba engleză se referă la proiecția axonometrică.
În desenul tehnic și în arhitectură perspectiva axonometrică este o formă de reprezentare bidimensională a obiectelor tridimensionale al căror scop este să păstreze impresia de volum sau de relief. Uneori, numită și perspectivă rapidă sau perspectivă artificială, diferă de perspectiva centrală și nu reprezintă ceea ce vede de fapt ochiul: liniile paralele rămân paralele, iar obiectele îndepărtate nu sunt reduse ca dimensiune. Poate fi considerată o perspectivă centrală al cărei centru de proiecție a fost împins la infinit, adică foarte departe de obiectul observat.

## Principiu

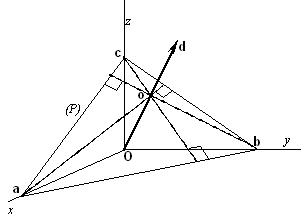
Triunghiul intersecției dintre planul axonometric și planele axelor de coordonate

Se pornește de la un plan oarecare, planul axonometric (P), care întretaie axele de coordonate în trei puncte, care formează triunghiul axonometric. Fie {\displaystyle {\overline {0o}}\,} segmentul normal pe planul axonometric (P). Se notează unghiurile: {\displaystyle \alpha _{o}={\widehat {oaO}},\,} {\displaystyle \beta _{o}={\widehat {obO}}\,} și respectiv {\displaystyle \gamma _{o}={\widehat {ocO}}\,}.
Proiecțiile ortogonale ale segmentelor {\displaystyle {\overline {Oa}},\,} {\displaystyle {\overline {Ob}}\,} și respectiv {\displaystyle {\overline {Oc}}\,} pe planul axonometric sunt segmentele {\displaystyle {\overline {oa}},\,} {\displaystyle {\overline {ob}}\,} și respectiv {\displaystyle {\overline {oc}}\,}. Direcțiile acestor segmente sunt direcțiile axelor axonometrice din proiecție, iar dimensiunile lor sunt {\displaystyle {\overline {oa}}={\overline {Oa}}\cos {\alpha _{o}},\,} {\displaystyle {\overline {ob}}={\overline {Ob}}\cos {\beta _{o}}\,} și respectiv {\displaystyle {\overline {oc}}={\overline {Oc}}\cos {\gamma _{o}}\,}.
Rapoartele {\displaystyle \cos {\alpha _{o}}={\frac {\overline {oa}}{\overline {Oa}}},} {\displaystyle \cos {\beta _{o}}={\frac {\overline {ob}}{\overline {Ob}}}} și respectiv {\displaystyle \cos {\gamma _{o}}={\frac {\overline {oc}}{\overline {Oc}}}} servesc la scalarea proiecțiilor. Ele nu sunt independente între ele, între ele există relația matematică:
{\displaystyle \cos ^{2}{\alpha _{o}}+cos^{2}{\beta _{o}}+cos^{2}{\gamma _{o}}=2\,}.
Deci, alegând două dintre unghiurile {\displaystyle \alpha _{o},\beta _{o},\gamma _{o},\,} al treilea rezultă.
În practică nu este obligatorie scalarea exact cu valoarea acestor cosinusuri, ele se pot înmulți cu un factor convenabil, k, același pentru toate trei, rezultând coeficienții de reducere:
{\displaystyle v_{x}=k\cos {\alpha _{o}},} {\displaystyle v_{y}=k\cos {\beta _{o}}} și respectiv {\displaystyle v_{z}=k\cos {\gamma _{o}}}.

## Alegerea axelor și a coeficienților de reducere

Parametri și notații

Pentru a obține rezultate cât mai puțin distorsionate, direcțiile axelor și coeficieții de reducere trebuie alese cu atenție. Pentru a produce o proiecție ortogonală, doar direcțiile axelor de coordonate pot fi alese liber, coeficienții de reducere fiind în funcție de aceste direcții.
Notații:
- {\displaystyle \alpha :\,} unghiul dintre axele {\displaystyle {\overline {z}}\,} și {\displaystyle {\overline {x}}\,};
- {\displaystyle \beta :\,} unghiul dintre axele {\displaystyle {\overline {z}}\,} și {\displaystyle {\overline {y}}\,};
- {\displaystyle \gamma :\,} unghiul dintre axele {\displaystyle {\overline {x}}\,} și {\displaystyle {\overline {y}}\,}.

Unghiurile trebuie alese astfel încât {\displaystyle 0^{\circ }<\alpha +\beta <360^{\circ }\ }.

Coeficienții de reducere: {\displaystyle 0<\;v_{x},\;v_{y},\;v_{z}\ }.
Următoarele imagini prezintă imaginile unui cub unitate pentru diferite unghiuri și reduceri și oferă câteva indicii despre cum trebuie făcute alegerile. 

Diverse imagini axonometrice ale unui cub unitate. (Planul imaginii este paralel cu planul y-z.)
Imaginile din capetele din stânga și dreapta arată mai degrabă ca niște cuboizi alungiți în loc de cuburi.

### Axe folosite în desenul tehnic
În desenul tehnic trei alegeri ale axelor sunt mai răspândite, proiecțiile respective fiind cunoscute sub denumirile de izometrică, dimetrică și trimetrică. Tipic în aceste reprezentări este că una dintre axe este cea verticală și coeficienții de reducere sunt simpli.
În proiecția izometrică, cea mai frecventă formă de proiecție axonometrică în desenul tehnic, direcția de vizionare este aleasă astfel încât cele trei axe ale spațiului apar scalate în mod egal (adică au același coeficient de reducere, 0,82, uzual rotunjit la 1) iar în planul de proiecție axele au același unghi între ele, de 120°.
În proiecția dimetrică, direcția de vizionare este aleasă astfel încât două din cele trei axe ale spațiului au același coeficient de reducere, iar unghiurile dintre axele aferente sunt determinate în funcție de unghiul de vizionare; scala celei de-a treia direcții este determinată separat. În proiecția standard coeficienții de reducere sunt 0,94 pentru două dintre axe și 0,47 pentru a treia, uzual rotunjiți la 1, respectiv 0,5. În acest caz în planul de proiecție două unghiuri dintre axele de proiecție au valoarea de 131°25', iar al treilea de 97°10'. Uzual aceste unghiuri de rotunjesc la 131,5°, respectiv 97°.
În proiecția trimetrică, direcția de vizionare este aleasă astfel încât fiecare din cele trei axe ale spațiului au coeficienți de scurtare diferiți. Scara de-a lungul fiecăreia dintre cele trei axe și unghiurile dintre ele sunt determinate separat, după cum este dictat de unghiul de vizualizare. Uzual coeficienții de reducere ai axelor x, y și z sunt 0,86, 0,65 și 0,92, iar unghiurile dintre axe sunt {\displaystyle \alpha =135^{\circ }}, {\displaystyle \beta =105^{\circ }} și {\displaystyle \gamma =120^{\circ }}.

## Axonometrii particulare
| Parametru                      | α = ∠x̄z̄  | β = ∠ȳz̄   | γ = ∠x̄ȳ      | αh         | βh        | vx     | vy    | vz    | v        |
| ------------------------------ | -------- | --------- | ------------ | ---------- | --------- | ------ | ----- | ----- | -------- |
| Ortogonală, plană              | 90°      | 0°        | 270°         | 0°         | 270°      | v      | v     | 0%    | orice    |
| Trimetrică                     | 90° + αh | 90° + βh  | 360° − α − β | orice      | orice     | orice  | orice | orice | orice    |
| Dimetrică                      | 90° + αh | 90° + βh  | 360° − α − β | orice      | orice     | orice  | v     | v     | orice    |
| Izometrică                     | 90° + αh | 90° + βh  | 360° − α − β | orice      | orice     | v      | v     | v     | orice    |
| Normală                        | 90° + αh | 90° + βh  | 360° − α − β | orice      | orice     | v      | v     | v     | 100%     |
| Oblică, clinografică           | 90° + αh | 90° + βh  | 360° − α − β | < 90°      | < 90°     | orice  | orice | orice | tg(αh)   |
| Simetrică                      | 90° + αh | α         | 360° − 2·α   | < 90°      | αh        | orice  | orice | orice | orice    |
| Izogonală (echiunghiulară)     | 120°     | 120°      | 120°         | 30°        | 30°       | orice  | orice | orice | orice    |
| Normal, 1∶1 isometric          | 120°     | 120°      | 120°         | 30°        | 30°       | v      | v     | v     | 100%     |
| Standard, izometrică redusă    | 120°     | 120°      | 120°         | 30°        | 30°       | v      | v     | v     | √⅔ ≈ 81% |
| Pixel, 1∶2 izometrică          | 116,6°   | 116,6°    | 126,9°       | arctg(v)   | arctg(v)  | v      | v     | v     | 50%      |
| Tehnică                        | 131,4°   | 97,2°     | 131,4°       | arccos(¾)  | arcsin(⅛) | 50%    | v     | v     | 100%     |
| Cavalieră                      | 90° + αh | 90°       | 270° − α     | orice      | 0°        | orice  | v     | v     | 100%     |
| Cabinet, cavalieră dimetrică   | 90° + αh | 90°       | 270° − α     | orice      | 0°        | < 100% | v     | v     | 100%     |
| Standard, cavalieră izometrică | 135°     | 90°       | 135°         | 45°        | 0°        | v      | v     | v     | 100%     |
| Standard 1∶2 cabinet           | 135°     | 90°       | 135°         | 45°        | 0°        | 50%    | v     | v     | 100%     |
| 30° cabinet                    | 116.6°   | 90°       | 153.4°       | arctg(vx)  | 0°        | 50%    | v     | v     | 100%     |
| 60° cabinet                    | 153.4°   | 90°       | 116.6°       | arcctg(vx) | 0°        | 50%    | v     | v     | 100%     |
| 30° cavalieră                  | 120°     | 90°       | 150°         | 30°        | 0°        | orice  | v     | v     | 100%     |
| Aeriană, vederea păsării       | 135°     | 135°      | 90°          | 45°        | 45°       | v      | v     | orice | 100%     |
| Militară                       | 135°     | 135°      | 90°          | 45°        | 45°       | v      | v     | v     | 100%     |
| Planimetrică                   | 90° + αh | 180° − αh | 90°          | orice      | 90° − αh  | v      | v     | v     | orice    |
| Planimetrică normală           | 90° + αh | 180° − αh | 90°          | orice      | 90° − αh  | v      | v     | v     | 100%     |
| Planimetrică redusă            | 90° + αh | 180° − αh | 90°          | orice      | 90° − αh  | v      | v     | v     | ⅔ ≈ 67%  |

### Perspectivele cavalieră și cabinet

Perspectivă cavalieră a unei case pe hârtie caroiată („de matematică”)

- imaginea din față paralelă cu planul y–z.

În literatura de specialitate termenii „perspectivă cavalieră” și „perspectivă cabinet” nu sunt definiți uniform. Definiția de mai sus este cea mai generală. Adesea, se aplică restricții suplimentare. De exemplu:
la perspectiva cavalieră se cere și {\displaystyle \alpha =135^{\circ }} (oblică) și {\displaystyle v_{x}=1} (izometrică).
la perspectiva cabinet se cere și {\displaystyle \alpha =135^{\circ }} (oblică) și {\displaystyle v_{x}=0,5} (dimetrică).

### Vederea păsării, militară
- imaginea din față paralelă cu planul y–z.

la perspectiva militară se cere și {\displaystyle v_{z}=1} (izometrică).
Astfel de axonometrii sunt adesea folosite pentru hărțile orașelor, pentru a menține planul (vederea orizontală) nedistorsionat.

### Izometrică

Izometrie standard: cub, casă, paralelipiped dreptunghic și sferă

Diverse axonometrii ale unui turn: dimetrică tehnică:,
dimetrică militară:, cavalieră:, izometrică:

La o axonometrie izometrică toși coeficienții de reducere sunt egali. Unghiurile pot fi alese arbitrar, dar cazul obișnuit este {\displaystyle \alpha =\beta =\gamma =120^{\circ }}.
Avantaje: 
- Coordonatele rămân neschimbate.
- Imaginea este scalată cu factorul de scară {\displaystyle {\sqrt {1,5}}=1,225}. Imaginea dă o impresie bună, iar conturul unei sfere este un cerc.
- Unele aplicații grafice pe calculator oferă un caroiaj convenabil (v. imaginea de alături).
- Dacă se ia {\displaystyle v_{x}=v_{y}=v_{z}={\sqrt {2/3}}} (în loc de 1), imaginea nu este scalată în proiecția ortogonală.

## Cercuri și sfere în axonometrie
Într-o axonometrie conturul imaginii unui cerc este în general o elipsă. Conturul unui cerc este tot un cerc doar într-o proiecție ortogonală pe un plan paralel cu planul cercului. Conturul unei sfere în proiecție ortogonală este întotdeauna un cerc. În majoritatea cazurilor proiecțiile din desenele tehnice și izometria standard sunt proiecții ortogonale, deci în aceste cazuri proiecția unei sfere este un cerc. Oricum, o elipsă drept contur al unei sfere ar putea crea confuzii. Ca urmare, dacă o sferă face parte dintr-un obiect care trebuie reprezentat, ar trebui să se aleagă o proiecție ortogonală.